# Morgulduin
En el Universo de Tolkien El río Morgulduin nace en las Ephel Dúath (Montañas de la Sombra) la cadena montañosa oriental de Mordor, a la altura de Minas Morgul, en el Valle de los Espectros.
Vuelca sus aguas hacia el sudoeste y desemboca en el Anduin, muy cercano a Osgiliath. A la vera de ese río corre el camino que va de Minas Morgul a la antigua capital del reino de Gondor. A poco de llegar a la puerta de la Ciudad de los Espectros del Anillo, había un puente blanco por el que el camino cruzaba el río, el agua “(…)corría por debajo en silencio, y humeaba; pero el vapor que se elevaba en volutas y espirales alrededor del puente era mortalmente frío…” y en sus cabeceras, había figuras humanas y de animales talladas en piedra Es un río de aguas oscuras y totalmente contaminado por las pestilencias y venenos de la ciudad.
Frodo, Sam y Gollum, debieron cruzar el río en su camino al desfiladero de Cirith Ungol, no sin antes observar con terror la salida del Ejército del Rey Brujo hacia Minas Tirith

## Etimología
Su nombre proviene del Sindarin Morgul, palabra en la que el elemento gûl, significa “hechicería” como se ve en Dol Guldur y Minas Morgul según Tolkien “(...)deriva de la misma antigua raíz NGOL- que aparece en Noldor...", proveniente de "(...)la palabra Quenya nólë, «largo estudio, ciencia, conocimiento». Pero el sentido de la palabra Sindarin quedó oscurecido por su frecuente uso en el compuesto morgul, «magia negra»...” El otro componente del nombres es el sustantivo *Duin. raíz DUI: “río”, referido a ríos de las siguientes características: largo, grande y caudaloso; elemento habitual en nombres de ríos, como Baranduin (Brandivino), Celduin, etc.